# روميلدو إتشيفيري
روميلدو إتشيفيري (بالإسبانية: Romildo Etcheverry)‏ (1907 في الباراغواي – غير معروف) لاعب كرة قدم باراغواياني راحل كان يجيد اللعب في خطي الوسط والدفاع . مثل منتخب الباراغواي في بطولة كأس العالم لكرة القدم 1930 التي أقيمت في الأوروغواي. لعب أغلب مسيرته الرياضية في نادي أوليمبيا أسونسيون ثم انتقل إلى نادي بوكا جونيورز الأرجنتيني حيث ساهم في تحقيق بطولة دوري الدرجة الممتازة موسم 1934.
انضم إتشفيري إلى الجيش الباراغواياني حيث تم تعيينه طيار في حرب تشاكو الذي قامت بين الباراغواي و بوليفيا في الفترة من 1932 إلى 1935.

## روابط خارجية
- روميلدو إتشيفيري على موقع الاتحاد الدولي (مؤرشف)  (الإنجليزية)
- روميلدو إتشيفيري على موقع قاعدة بيانات كرة القدم.إي يو (الإنجليزية)
- روميلدو إتشيفيري على موقع ناشيونال فوتبول تيمز (الإنجليزية)
- روميلدو إتشيفيري على موقع Soccerway.com (الإنجليزية)
- روميلدو إتشيفيري على موقع عالم كرة القدم.نت (الإنجليزية)